# Vitra Design Museum

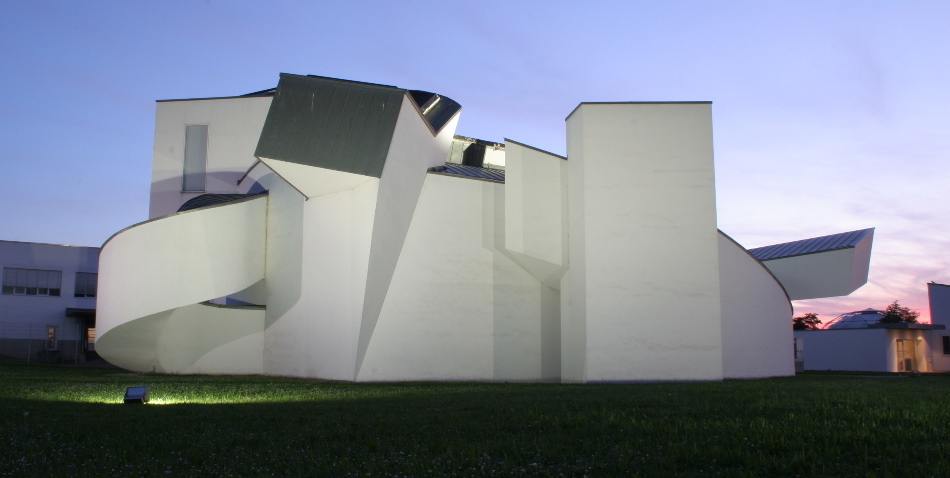
Vitra Design Museum.

Muzeum Vitra Design je soukromé muzeum ve vlastnictví značky Vitra, která se specializuje na design a výrobu nábytku.

## Budova muzea
Muzeum se nachází v německé obci Weil am Rhein zemském okrese Lörrach, na samé hranici se Švýcarskem, poblíž města Basilej. Adresa objektu je Charles-Eames-Strasse 1. Muzeum sídlí v moderní budově navržené kanadským architektem Frankem Gehrym a řadí se mezi nejvýznamnější muzea průmyslového designu nábytku a architektury. Muzeum nabízí stálé i dočasné výstavy věnované architektuře, interiérovému designu a designu nábytku.
Od roku 1989 švýcarský výrobce nábytku Vitra rozšiřuje svou činnost ve Weil am Rhein a usiluje o vytvoření vlastního architektonického parku.

## Osobnosti
Mezi vystavované architekty patří Frank Gehry, Zaha Hadid, Nicholas Grimshaw, Álvaro Siza nebo Tadao Ando.
Ředitelem muzea je Alexander von Vegesack.